# Hexanitrát mannitolu
Hexanitrát mannitolu (MHN) je esterem polyolu mannitolu a kyseliny dusičné se sumárním vzorcem C6H8N6O18. Jedná se o bílý prášek, popř. bílé lité bloky. Občas se vyskytuje ve formě gelu s nižšími estery mannitolu (mannitol pentanitrát a nižší). Stejně jako jiné nitroestery je i MHN vasodilatátor a je tedy mírně až středně jedovatý. Jedná se o velmi silnou výbušninu, nepatrně silnější než ETN a plně srovnatelnou s pentritem. Nemá průmyslové využití a vzácněji je připravován pro výzkum a amatérskými experimentátory. Jeho aplikace jsou podobné jako u ETN, ale pro svoji lehce složitější výrobu a tavení je jeho použití v amatérské chemii vzácné. MHN je citlivější na náraz a tření než PETN a ETN a svojí citlivostí se dá srovnat s méně citlivými třaskavinami. Podobně jako ETN má lehce pozitivní kyslíkovou bilanci, takže k dosažení 0 kyslíkové bilance je možno jej smíchat s nízkými jednotkami procent paliva (cca 1,7 % hmotnosti oleje, popř. kolem 6 % práškového hliníku).
Vyrábí se esterifikací mannitolu ve směsi konc. kyseliny sírové a dusičné. Lze taktéž použít směs konc. kyseliny sírové a 68% kyselinu dusičnou či samotnou konc. kyselinu dusičnou. Mannitol lze také esterifikovat směsí dusičnanu amonného/draselného a konc. kyseliny sírové.